# Victor van Aveyron

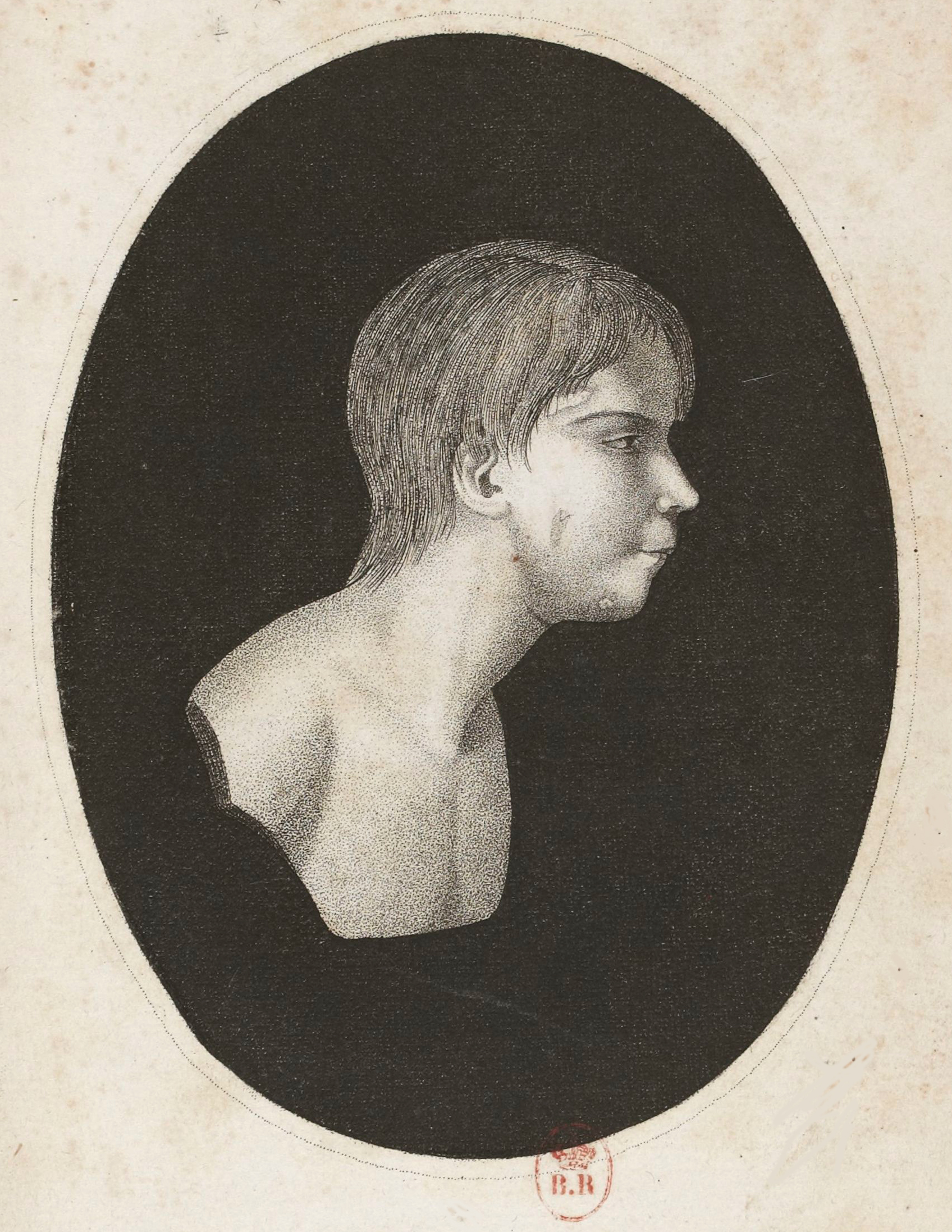
Victor van Aveyron

Victor van Aveyron (in het Frans: Victor de l'Aveyron) (Aveyron, ca. 1790 - Parijs, 1828) was een Frans wild kind, een zogenoemd 'wolfskind'.
Op 8 januari 1800 werd hij ontdekt en gevangengenomen door drie jagers. Hij was naakt, liep op handen en voeten, klom vliegensvlug in bomen, sprak niet en maakte ongecontroleerde gebaren.
In 1801 werd hij toevertrouwd aan de jonge dokter Jean Itard. Deze noemde hem Victor en heeft uiteindelijk vijf jaar met het kind gewerkt. Het lukte hem echter niet om hem te leren spreken. Victor werd toevertrouwd aan een zekere mevrouw Guérine die hem gedurende 17 jaar verzorgde, van 1811 tot aan zijn dood in 1828.
In 1970 liet François Truffaut zich door deze geschiedenis inspireren tot het maken van de film l'Enfant sauvage.
Lucien Malson publiceerde de aantekeningen van Jean Itard, die zich uiteindelijk afvroeg of het niet beter zou zijn geweest om Victor in het bos te laten.